# Helsinge kommun
För den tidigare kommunen Helsinge i Finland, se Vanda.
Helsinge kommun (danska: Helsinge Kommune) var en kommun i dåvarande Frederiksborg amt på norra Själland i östra Danmark. Kommunen var den ytmässigt största kommunen i amtet.
Centralort var tätorten Helsinge som ligger någon mil söder om Själlands norra kust. Området är populärt bland turister sommartid.
Helsinge kommun var vänort till Alvesta kommun i Sverige.

## Administrativ historik
Helsinge kommun bildades i samband med kommunreformen 1970 genom sammanläggning av landskommunerna Helsinge-Valby, Vejby-Tibirke och Ramløse-Annisse, samt Mårums socken i Græsted-Mårums landskommun.
I samband med kommunreformen 2007 slogs kommunen samman med Græsted-Gilleleje kommun till Gribskovs kommun i Region Hovedstaden. Den nya kommunen har en yta på 276,35 km².